# Andrijiwka (Isjum)
Andrijiwka (ukrainisch Андріївка; russisch Андреевка Andrejewka) ist eine Siedlung städtischen Typs im Zentrum der ukrainischen Oblast Charkiw mit etwa 7560 Einwohnern (2024).

## Geographie

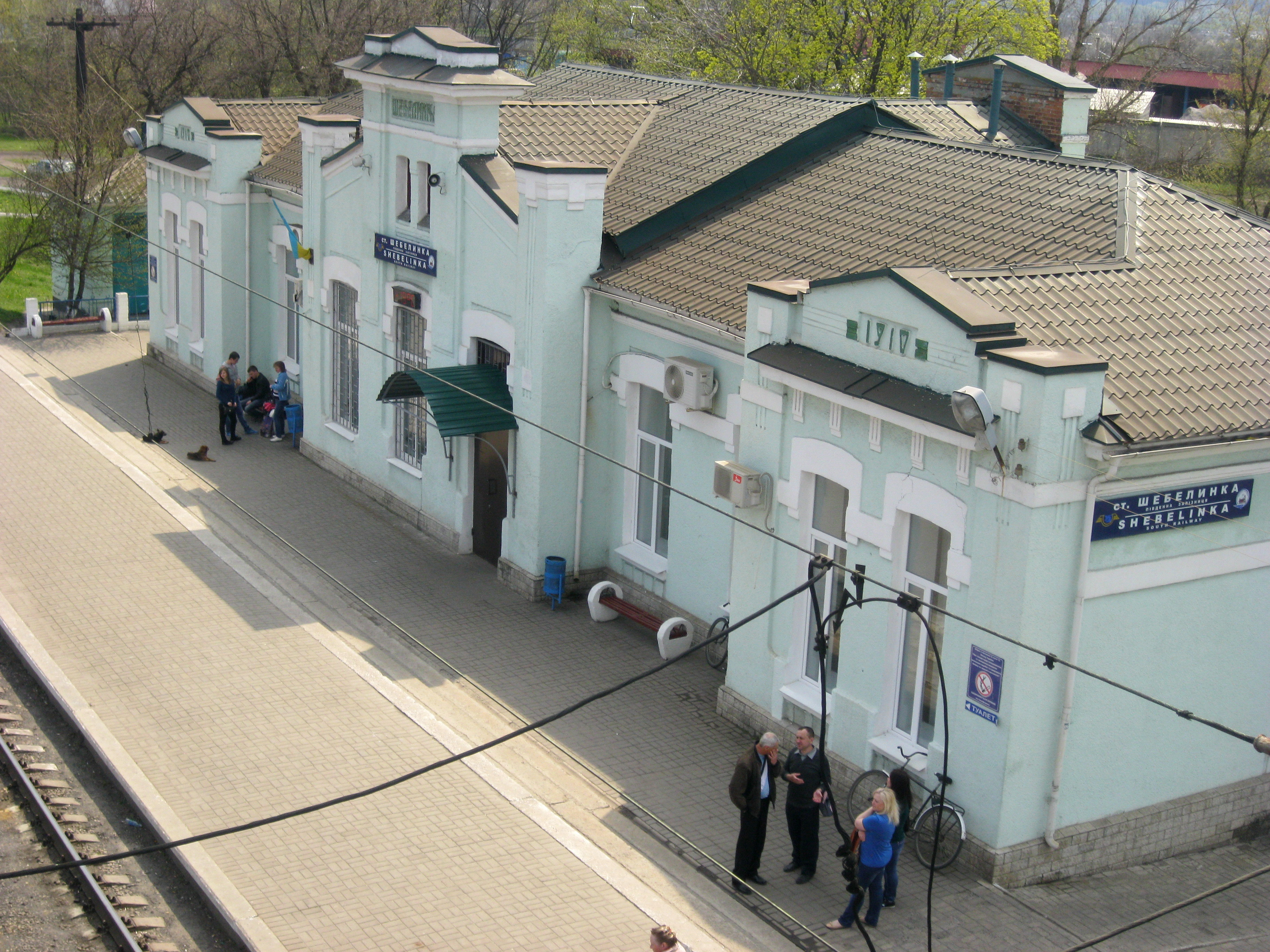
Bahnhof von Andrijiwka

Andrijiwka liegt im Rajon Isjum auf einer Höhe von 95 m am Ufer des Siwerskyj Donez etwa 70 km südöstlich vom Oblastzentrum Charkiw und 24 km nordwestlich vom ehemaligen Rajonzentrum Balaklija. Durch den Ort führt die Regionalstraße P–78. Auf dem gegenüber liegenden Flussufer befindet sich die Siedlung städtischen Typs Donez und im Nordwesten der Siedlung liegt der Lyman-See.

## Geschichte
Andrijiwka wurde 1663 gegründet und erhielt 1938 den Status einer Siedlung städtischen Typs. Sie besitzt eine Bahnstation an der Bahnstrecke Charkiw–Lyman.
Am 12. Juni 2020 wurde das Dorf ein Teil der Siedlungsgemeinde Donez im Rajon Balaklija; bis dahin bildete es die Siedlungsratsgemeinde Andrijiwka (Андріївська селищна рада/Andrijiwska selyschtschna rada) im Nordosten des Rajons Balaklija.
Am 17. Juli 2020 wurde der Ort ein Teil des Rajons Isjum.

## Söhne und Töchter der Ortschaft
- Petro Schelest (1908–1996), sowjetischer und ukrainischer Politiker